# Patrick Ebert
Patrick Ebert (Potsdam, 17 marzo 1987) è un ex calciatore tedesco, di ruolo centrocampista.

## Carriera

### Club
È stato tra i giocatori della Nazionale tedesca Under-21 che nel 2009 in Svezia ha vinto il Campionato europeo di categoria.

## Palmarès

### Nazionale
- Campionato d'Europa Under-21: 1

Germania: 2009